# Пингсјанг
Пингсјанг (萍乡) град је Кини у покрајини Ђангси. Према процени из 2009. у граду је живело 371.023 становника.

## Становништво
Према процени, у граду је 2009. живело 371.023 становника.
| 2000.   | 2009    |
| ------- | ------- |
| 363.130 | 371.023 |